# 伯朗咖啡館
伯朗咖啡館（英語：Mr. Brown Café）為台灣的連鎖咖啡店之一，母企業為金車公司，由金車罐裝咖啡品牌「伯朗咖啡」得名，成立於1998年12月12日。

## 事件

### 伯朗LINE活動出現漏洞提前喊卡
2018年7月15日，伯朗咖啡館舉辦官方LINE帳號行銷活動，預計送出一千杯鹽味焦糖拿鐵，原兌換時間可到20日。但民眾向《台灣蘋果日報》投訴，伯朗傍晚5點多臨時才宣布今天一日限定，根本來不及換。伯朗咖啡館坦承活動疏失，導致提早把千杯額度換完，才臨時喊停。

## 門市
臺灣共設有12間直營店
- 台北市
- 新北市
- 桃園市
- 宜蘭縣

## 外部連結
- 伯朗咖啡館（页面存档备份，存于）（中文）
- 伯朗咖啡館 官方直營網路商店 - Rakuten樂天市場 （页面存档备份，存于）
- Mr. Brown Cafe 伯朗咖啡館-PChome商店街 （页面存档备份，存于）
- 金車伯朗 - momo購物網 （页面存档备份，存于）
- LINE 禮物 （页面存档备份，存于）
- Mr. Brown Cafe伯朗咖啡館  LINE 官方帳號 （页面存档备份，存于）
- 伯朗咖啡館 MR. BROWN Café APP(Android) （页面存档备份，存于）
- 伯朗咖啡館 APP(ios) （页面存档备份，存于）
- 伯朗咖啡館的Facebook專頁
- 伯朗咖啡館的Instagram帳戶